# Гранатовый сок

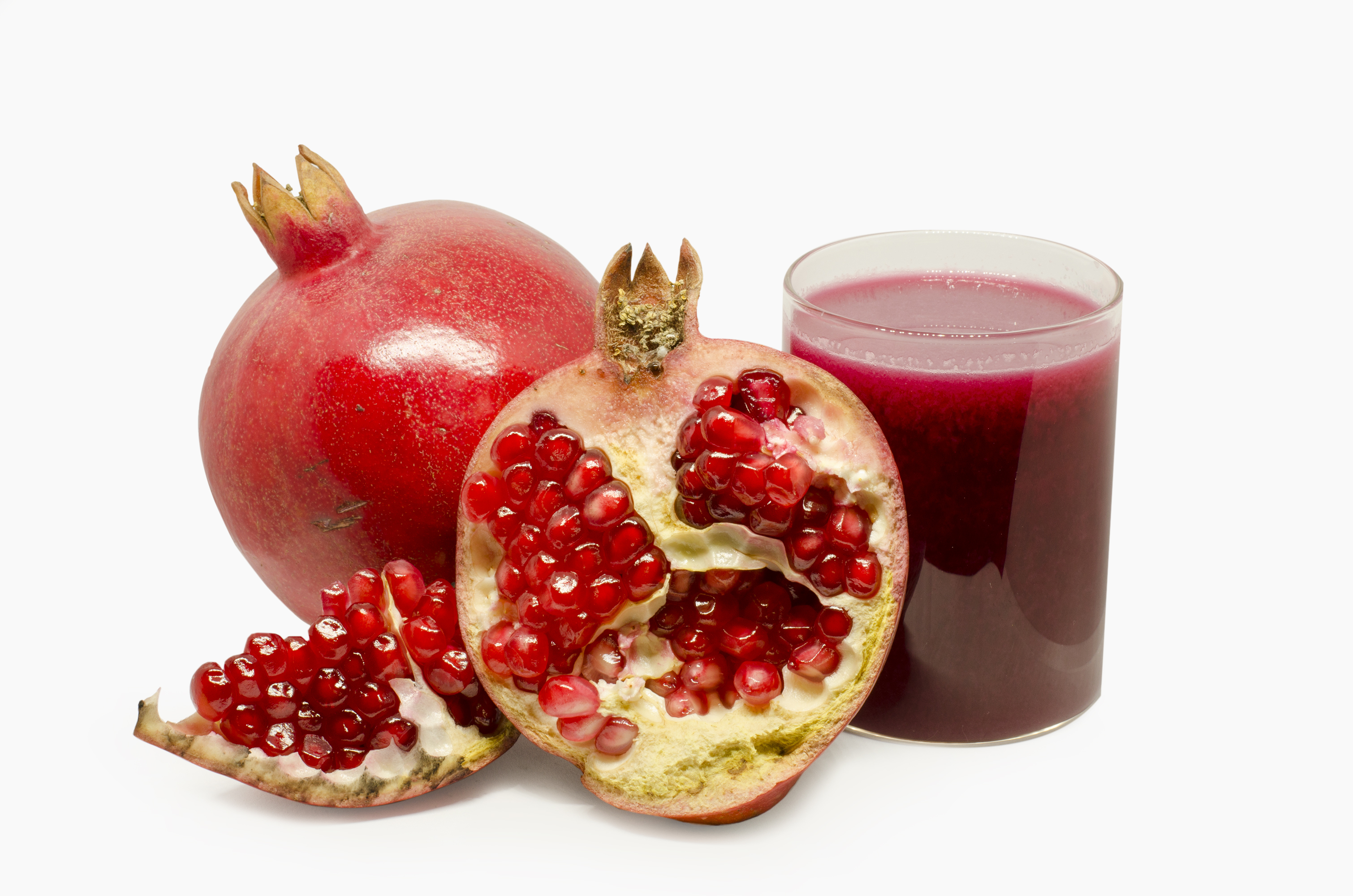
Гранатовый сок

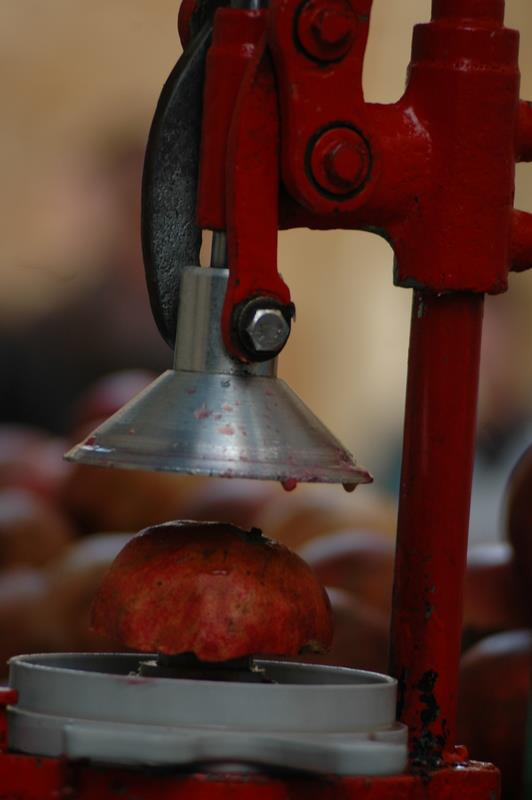
Половинка граната на механическом рычажном прессе

Грана́товый сок — фруктовый сок, получаемый прессованием мякоти плодов культурного граната. Гранатовый сок имеет ярко-розовый или красный цвет и приятный освежающий кисло-сладкий или кислый вкус, иногда несколько терпкий вкус.
В натуральный гранатовый сок не допускается добавление воды, сахара, кислот и красящих веществ. В СССР натуральный гранатовый сок вырабатывался в Грузии, Армении, Азербайджане и Центральной Азии и поступал в продажу в высшем и первом сорте.
Выход сока из сочных семян граната составляет 30—40 % от массы плода. У плодов граната имеется твёрдая внешняя корка, которая затрудняет получение сока. В ней содержится большое количество дубильных веществ, которые при попадании в сок придают ему горький вяжущий привкус. В промышленном производстве гранатового сока до прессования требуется предварительная очистка плодов граната от кожуры и внутренних грубых перегородок с помощью различных устройств, в том числе виноградных гребнеотделителей от валковых дробилок. Для прессования гранатовой мякоти применяются шнековые прессы. Полученный сок сепарируют или отстаивают для удаления взвесей, а затем перед фильтрацией нагревают до 75—80 °C и сразу охлаждают до 35—40 °C. Отфильтрованный прозрачный сок фасуют и стерилизуют. В домашних условиях гранатовый сок можно получить с помощью рычажного пресса для цитрусовых.
Гранатовый сок применяется в качестве напитка и входит в состав купажированных соков, является диетическим продуктом при желудочно-кишечных расстройствах. Из гранатового сока увариванием производят гранатовый экстракт для производства безалкогольных напитков.
Согласно исследованиям Министерства сельского хозяйства США, в гранатовом соке содержатся следующие витамины и минералы: сахара, кальций, железо, магний, фосфор, калий, натрий, цинк, медь, селен, витамин С, тиамин, рибофлавин, ниацин, витамин B6, фолат, холин, витамин E, витамин K, жирные кислоты. Гранатовый сок содержит биологически активные вещества, особенно полифенолы, и обладает антимикробными свойствами. В гранатовом соке содержатся витамины С, B1 и B2.